# Ryjówek lankijski
Ryjówek lankijski (Suncus fellowesgordoni) – gatunek owadożernego ssaka z rodziny ryjówkowatych (Soricidae). Występuje endemicznie na centralnej wyżynie w Sri Lance Niewiele wiadomo na temat ekologii tego ssaka. Jest zwierzęciem o nocnym trybie życia. Zamieszkuje górskie lasy i łąki. Niewiele również wiadomo o stanie populacji, ostatnie dane zebrane w 2003 roku. Zazwyczaj gatunek ten umieszczany jest w S. etruscus. W Czerwonej księdze gatunków zagrożonych Międzynarodowej Unii Ochrony Przyrody i Jej Zasobów został zaliczony do kategorii EN (zagrożony). Głównymi zagrożeniami tego gatunku są pożary oraz przystosowywanie ich siedlisk na potrzeby plantacji herbaty i kardamonu.